# Vivek Ramaswamy
Vivek Ganapathy Ramaswamy (Cincinnati, Ohio, 9 de agosto de 1985) es un autor, empresario y político estadounidense, afiliado al Partido Republicano. Entre sus obras se destacan Woke, Inc. (2021) y Nation of Victims (2022).
Fue candidato a la presidencia de los Estados Unidos en las elecciones de 2024 pero se retiró en enero de 2024 al quedar en cuarto lugar del caucus de Iowa.
Ramaswamy nació en Cincinnati de padres inmigrantes indios. Se graduó de la Universidad de Harvard con una licenciatura en biología y luego obtuvo un doctorado en derecho de la Facultad de Derecho de Yale. En 2014, Ramaswamy fundó la empresa biofarmacéutica Roivant Sciences después de trabajar como socio inversor en un fondo de cobertura. Después de dejar el cargo de director ejecutivo de Roivant en 2021, Ramaswamy cofundó y se desempeñó como presidente ejecutivo de Strive Asset Management, una firma de inversión que contrarresta el énfasis popular en el gobierno ambiental, social y corporativo (ESG).
Ramaswamy saltó a la fama en los círculos conservadores como activista "anti-woke". Comenzó su campaña afirmando que Estados Unidos está en medio de una "crisis de identidad nacional", de la que culpó a las llamadas "nuevas religiones seculares" como el "woke", el "climatismo", el "covidismo" y la "ideología de género". También es un crítico de las iniciativas ambientales, sociales y de gobierno corporativo (ESG).

## Primeros años y educación
Ramaswamy nació en Cincinnati, Ohio, y se crio allí. Sus padres emigraron de Vadakkencherry, India. Su padre se graduó de la universidad de ingeniería regional en Kerala y trabajó para General Electric como ingeniero y abogado de patentes, mientras que su madre se graduó de Mysore Medical College y trabajó como psiquiatra geriátrica.
Ramaswamy se graduó en 2003 de Saint Xavier High School, una escuela secundaria católica en Cincinnati. Fue el mejor alumno de su clase y un jugador de tenis junior clasificado a nivel nacional.
En 2007, Ramaswamy se graduó de la Universidad de Harvard summa cum laude con un AB en biología. Fue miembro de Phi Beta Kappa. Escribió su tesis de grado sobre las cuestiones éticas planteadas al crear quimeras humano-animal. Un resumen de su tesis se publicó en The New York Times y The Boston Globe en 2007. En 2011, Ramaswamy recibió una beca de posgrado de The Paul & Daisy Soros Fellowships for New Americans. En 2013, recibió un JD de la Escuela de Derecho de Yale.

## Carrera empresarial
En 2007, Ramaswamy y Travis May cofundaron Campus Venture Network, una empresa de tecnología que proporcionaba recursos de software y redes a emprendedores universitarios. La empresa fue adquirida en 2009 por la Fundación Ewing Marion Kauffman. De 2007 a 2014, Ramaswamy trabajó en QVT Financial, donde fue socio y coadministró la cartera de biotecnología de la empresa.
En 2014, Ramaswamy fundó la compañía farmacéutica Roivant Sciences, que se enfoca en aplicar tecnología al desarrollo de fármacos, desempeñándose como director ejecutivo hasta 2021. Apareció en la portada de la revista Forbes en 2015 por su trabajo en el desarrollo de fármacos.
En 2020, Ramaswamy cofundó Chapter Medicare, una plataforma de navegación de Medicare.

## Participación en la segunda presidencia de Donald Trump
El Departamento de Eficiencia Gubernamental (DOGE por sus siglas en inglés) es una comisión asesora presidencial de los Estados Unidos. Su tarea es reestructurar el gobierno federal y eliminar regulaciones para reducir los gastos y aumentar la eficiencia del gobierno. A pesar del nombre, DOGE no es un departamento ejecutivo federal, cuya creación requeriría la aprobación del Congreso de los Estados Unidos. Una de las primeras medidas del DOGE fue el cierre de la agencia estatal USAID.

## Libros publicados
- Woke, Inc.: Inside Corporate America's Social Justice Scam. Nueva York: Hachette. 2021. ISBN 978-1546090786. OCLC 1237631944.[24]
- Nation of Victims: Identity Politics, the Death of Merit, and the Path Back to Excellence. Nueva York: Hachette. 2022. ISBN 978-1546002963. OCLC 1546002960.
- Capitalist Punishment: How Wall Street Is Using Your Money to Create a Country You Didn't Vote For. Nueva York: HarperCollins. 2023. ISBN 978-0063337756. OCLC 1362864450.[25]

## Vida personal
Ramaswamy está casado con Apoorva Tewari, profesora asistente y clínica en el Centro Médico Wexner de la Universidad Estatal de Ohio, a quien conoció cuando vivían cerca en la Universidad de Yale, donde estudiaban derecho y medicina, respectivamente. Tienen dos hijos.
En 2016, Forbes estimó el patrimonio neto de Ramaswamy en 600 millones de dólares e indicó su residencia como la ciudad de Nueva York.
Ramaswamy es hinduista.